# Саєнко Олександр Іванович
Олекса́ндр Іва́нович Сає́нко (25 лютого 1921, м. Ізюм, нині Харківської області — 11 січня 1995) — український поет, дитячий письменник. Член Спілки письменників України від 1963 року.

## Біографічні дані
Народився в робітничій сім'ї. Навчався в Харківському інженерно-економічному інституті.
Учасник німецько-радянської війни.
Працював електромонтером на Ізюмському тепловозоремонтному заводі. Учителював на Луганщині, Харківщині та Донеччині.
Перші вірші з'явилися 1949 року. Друкувався в журналах, альманахах, газетах Донецька, Харкова та Києва.

## Твори
Збірки поезій
- «Ой видно село» (1957),
- «Координати» (1965),
- «Обніжок літа» (1981).

Повісті для школярів
- «Шукання криниці» (1958),
- «На чотири броди» (1968).

Збірочки поезій для дітей
- «Грім-чередник» (1963),
- «Червоне число» (1963),
- «Стежечка-стьожка Котигорошка» (1972).

У перекладі російською мовою
- «Зелёное эхо» (1974).